# Histopona vignai
Histopona vignai är en spindelart som beskrevs av Brignoli 1980. Histopona vignai ingår i släktet Histopona och familjen trattspindlar.
Artens utbredningsområde är Grekland. Inga underarter finns listade i Catalogue of Life.